# Parque Nacional da Tijuca
O Parque Nacional da Tijuca é uma unidade de conservação brasileira de proteção integral da natureza localizada integralmente na cidade do Rio de Janeiro.
Entre os pontos turísticos do parque, trilhas, grutas e cachoeiras, encontram-se marcos famosos da cidade, como a Pedra da Gávea, o Corcovado, e o Pico da Tijuca, ponto mais alto do parque, elevando-se 1 022 metros acima do nível do mar. De relevo montanhoso, inclui áreas do Maciço da Tijuca. É administrado pelo Instituto Chico Mendes de Conservação da Biodiversidade (ICMBio).
A área é composta por vegetação secundária, uma vez que é fruto de um reflorestamento promovido à época do Segundo Reinado, quando se tornou patente que o desmatamento causado pelas fazendas de café estava prejudicando o abastecimento de água potável da então capital do Império. Vivem, no parque, mais de 230 espécies de animais e aves: entre eles, macaco-prego, quati, cutia, cachorro-do-mato, sagui, beija-flor e sabiá.
O parque, que possui 3 972 hectares, é a quarta maior área verde urbana do país, superada apenas pelo Parque Estadual da Cantareira (7 916,52 hectares), da Reserva Floresta Adolfo Ducke (10 000 hectares) em Manaus e do Parque Estadual da Pedra Branca (12 500 hectares).

## Topônimo
"Tijuca" é um nome com origem na língua tupi e significa "água podre", de ty ("água") e îuka ("podre"). O nome é uma referência à região da Lagoa da Tijuca, que possui muito mangue e água parada e que se localiza no sopé da Floresta da Tijuca. A Floresta da Tijuca ficava no caminho para a Lagoa da Tijuca, razão pela qual acabou por adquirir o nome dessa lagoa.

## História
No início do século XIX, após longo período de devastação para uso da madeira e lavouras de cana-de-açúcar e café, a cidade começou a sofrer com a falta de água potável, pois, sem a proteção da vegetação, os mananciais começaram a secar. Por isso, a partir de 1862, Dom Pedro II ordenou o reflorestamento do local. A missão foi confiada ao major da polícia militar Archer, que iniciou o trabalho com seis escravos. Foram plantadas 100 000 mudas em treze anos, principalmente espécies nativas da Mata Atlântica.
O substituto do major Archer, o barão d'Escragnolle, empreendeu um trabalho de paisagismo, transformando a floresta em um belo parque para uso público, com áreas de lazer, fontes e lagos. Ao longo do tempo, as administrações apresentaram políticas de manejo da flora diferentes, algumas com ênfase à flora nativa, outras, dirigindo maior importância ao aspecto paisagístico, a começar pela introdução de plantas exóticas. Exemplo dessa difícil convivência é a jaqueira. Aqui introduzida, demonstrou excelente adaptação, convertendo-se atualmente em um problema, uma vez que, pelo seu porte avantajado e o de seus frutos (dos quais sessenta por cento das sementes vingam), é tida quase como uma praga.

### Parque nacional

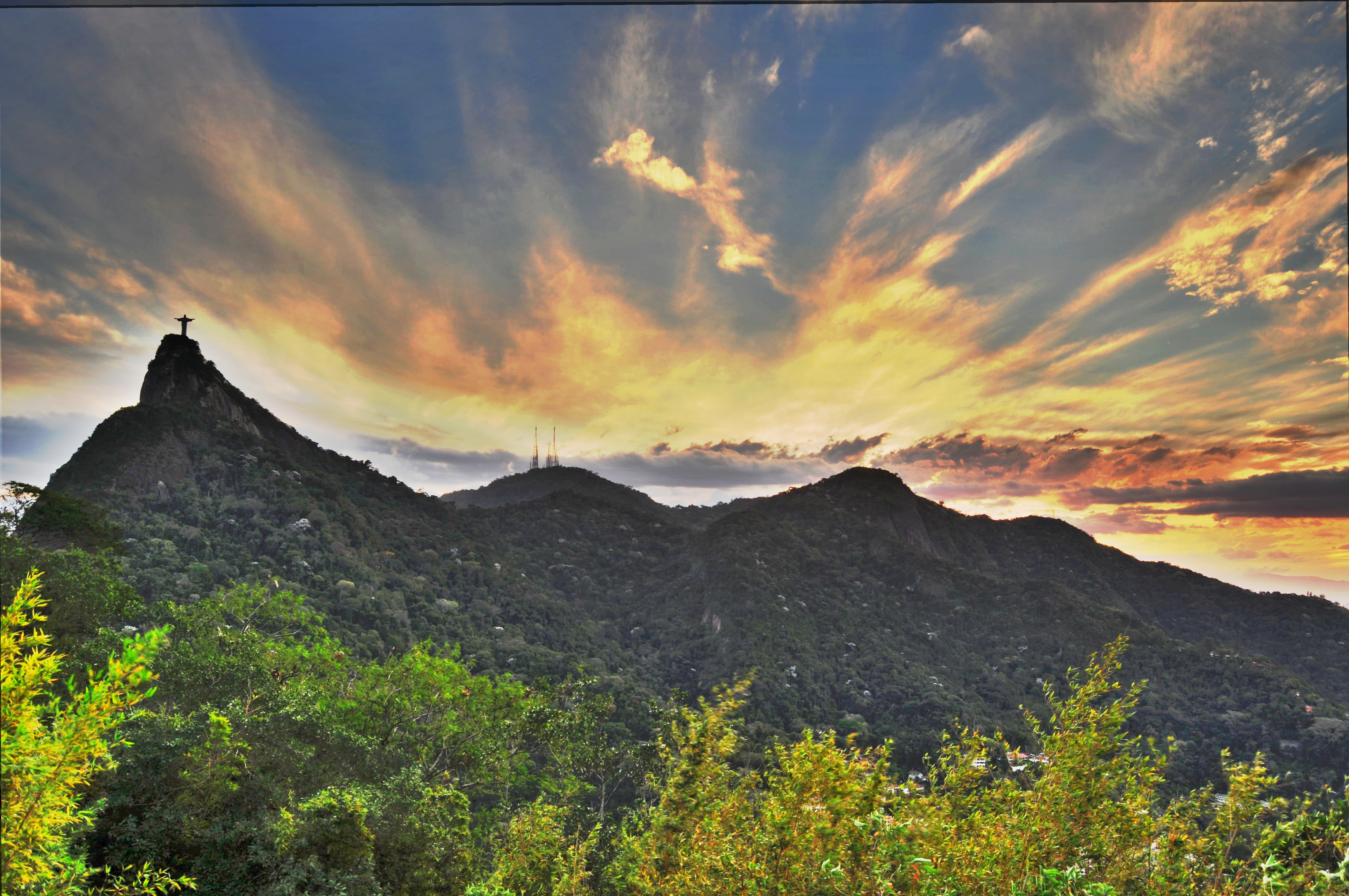
Corcovado e Floresta da Tijuca vistos do Mirante Dona Marta.

O Parque Nacional do Rio de Janeiro foi criado através do Decreto N° 50 932, emitido pelo presidente Jânio Quadros em 6 de julho de 1961, vindo unificar as antigas Florestas Protetoras da União de Tijuca, Paineiras, Corcovado, Pedra da Gávea, Trapicheiro, Andaraí, Três Rios e Covanca, presentes no Maciço da Tijuca, no Estado da Guanabara, em uma única área protegida, de aproximadamente 3 200 ha. Quando da sua criação, o Parque Nacional do Rio de Janeiro era subordinado ao antigo Serviço Florestal do Ministério da Agricultura. Alceo Magnanini seria o primeiro chefe da Unidade de Conservação (UC) do Parque Nacional da Tijuca, Magnanini se empenhou para que a Floresta da Tijuca e outras florestas da região de entorno estivessem reunidas e protegidas sob um Parque Nacional; foi ele quem incorporou, ao projeto inicial do Parque os trechos da Pedra da Gávea, a Pedra Bonita e a Serra da Carioca; em sua homenagem, já há alguns anos, a biblioteca do Parque tem o nome de Alceo, como um reconhecimento de sua importância para esta Unidade de Conservação. Magnanini foi uma das principais forças por trás da realização do sonho de Castro Maya de transformar a Floresta da Tijuca em Parque Nacional.
O Decreto N° 60 183, também emitido pela Presidência da República, em 8 de fevereiro de 1967, mudou o nome do parque definitivamente para Parque Nacional da Tijuca (PNT). O Decreto Nº 70 186, de 23 de fevereiro de 1972, passou a responsabilidade administrativa do PNT ao antigo Instituto Brasileiro de Desenvolvimento Florestal (IBDF).
O Parque Nacional da Tijuca foi declarado Reserva da Biosfera pela Unesco, em 1991. A área atual, de 3 958,47 ha, deve-se a uma ampliação do parque, efetivada através do Decreto Federal sem número de 4 de julho de 2004. Atualmente, o Parque Nacional da Tijuca tem sua gestão compartilhada entre o ICMBio, o Governo do Estado do Rio de Janeiro e a Prefeitura da Cidade do Rio de Janeiro. A participação da sociedade através de ONGs, como a Associação dos Amigos do Parque Nacional da Tijuca, a Terra Brasil e a Terrazul, é incentivada.

## Geografia

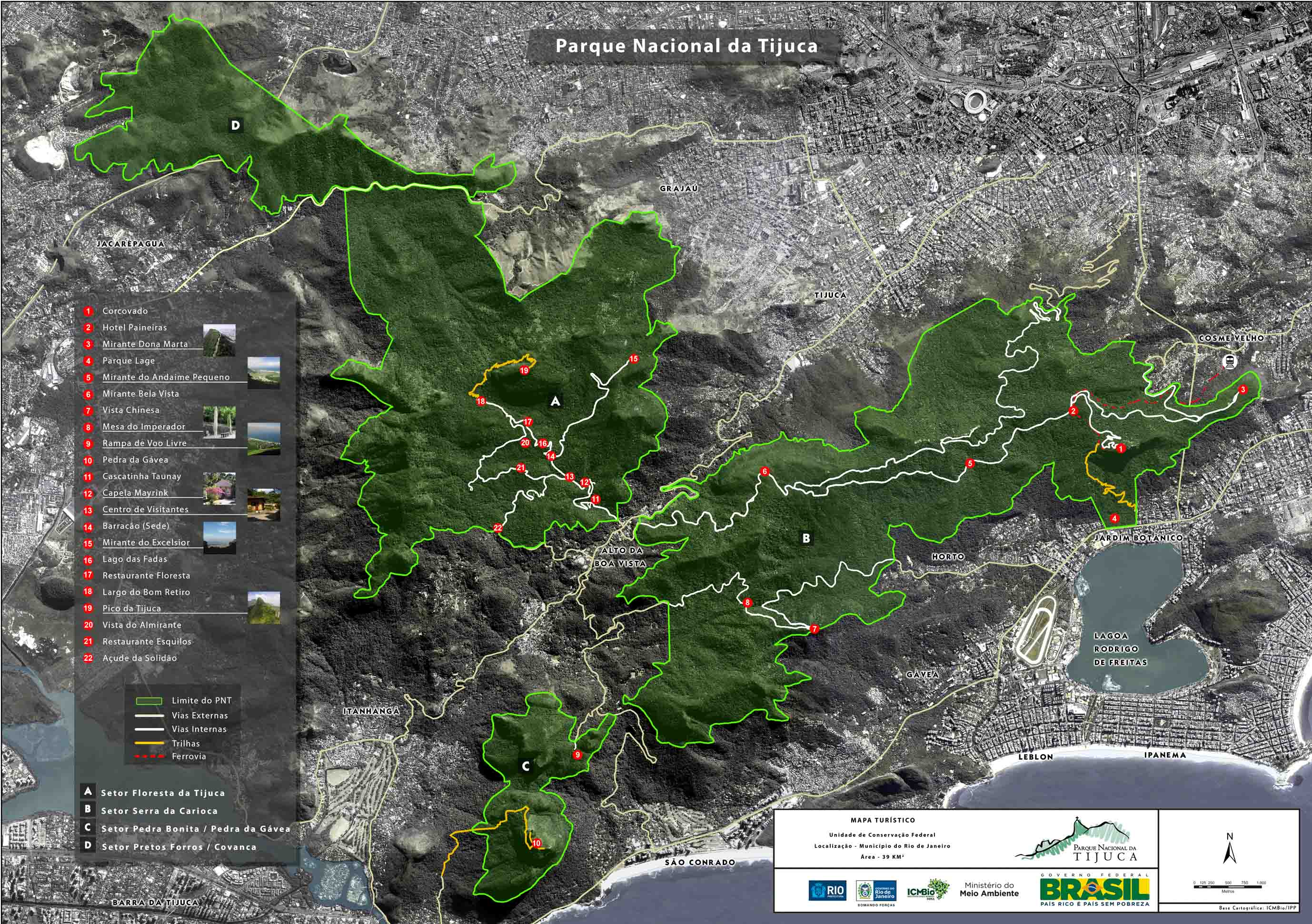
Mapa do Parna-Tijuca

O Parque Nacional da Tijuca cobre cerca de 3,5 % da área do município do Rio de Janeiro. Apesar de ser o menor parque nacional do Brasil, é o mais visitado do país, com aproximadamente 2 milhões de visitantes por ano. O parque está localizado na porção central do município, e, por não possuir território contínuo, está misturado à área urbana da cidade. O parque divide-se em quatro setores:
- Setor Floresta da Tijuca, que compreende Floresta da Tijuca, Pico da Tijuca, Pico Tijuca Mirim, Pico Andaraí Maior, Pico do Papagaio, Mirante do Excelsior, Cachoeira das Almas e Cascatinha Taunay;
- Setor Serra da Carioca, com Parque Lage, Morro do Corcovado e Vista Chinesa;
- Setor Pedra Bonita/Pedra da Gávea, que agrupa Pedra Bonita, Agulhinha, Pedra da Gávea e Rampa de Voo Livre;
- Setor Pretos Forros/Covanca, com a Serra dos Pretos-Forros e Covanca.[23]

Devido à abrangência de seus domínios e dependências, luta constantemente contra diversos ilícitos ambientais, como ocupações irregulares, caça, incêndios criminosos, entre outros. O parque exerce papel de fundamental importância para cidade, prevenindo a erosão das encostas, enchentes e desabamentos e reduzindo a poluição atmosférica. Também detém diversas fontes de água que provêm o abastecimento urbano, ao mesmo tempo em que propicia recreação e qualidade de vida aos habitantes, além de preservar a paisagem e fomentar o turismo. A preservação do parque está diretamente relacionada ao bem-estar, saúde e riqueza da cidade, sendo talvez o seu maior patrimônio.

### Flora

Flora do Parque Nacional da Tijuca.

Primitivamente, todo o parque esteve coberto por densa cobertura florestal do tipo de Mata Tropical Pluvial. Historicamente, tal floresta foi intensamente degradada em razão da retirada de madeira para construção, lenha e carvão para consumo de numerosos engenhos de cana-de-açúcar, olarias e fins domésticos, bem como da expansão da lavoura cafeeira em quase todas as áreas. Com isso a cidade começou a sofrer com a falta de água potável, pois, sem a proteção da vegetação, os mananciais começaram a secar. A partir de 1862, por ordem do imperador dom Pedro II, a área começou a ser reflorestada com mudas de árvores nativas. Juntamente com a regeneração natural, a área foi recuperada, formando a floresta que vemos hoje, com uma rica e diversificada flora e tornando-se uma das maiores florestas artificiais urbanas do mundo.
Da Mata Pluvial original, encontram-se preservados: açoita-cavalo-miúdo e graúdo, angicos, araribá, brejaúba, caetés, caixeta-preta, camboatá, cambuí, canelas, canjerana, cedro, ingá, ipê-amarelo, ipê-tabaco, jequitibá, líquens, murici, musgos, pacovas, palmito, pau-pereira, quaresmeiras, samambaiaçus, urucurana. Da flora exótica, hoje aclimatada, fazem parte: bambus, beijos-de-freira, cafeeiros, dracenas, fruta-pão, jabuticabeiras, jambeiros, jaqueiras, mangueiras etc.

### Fauna

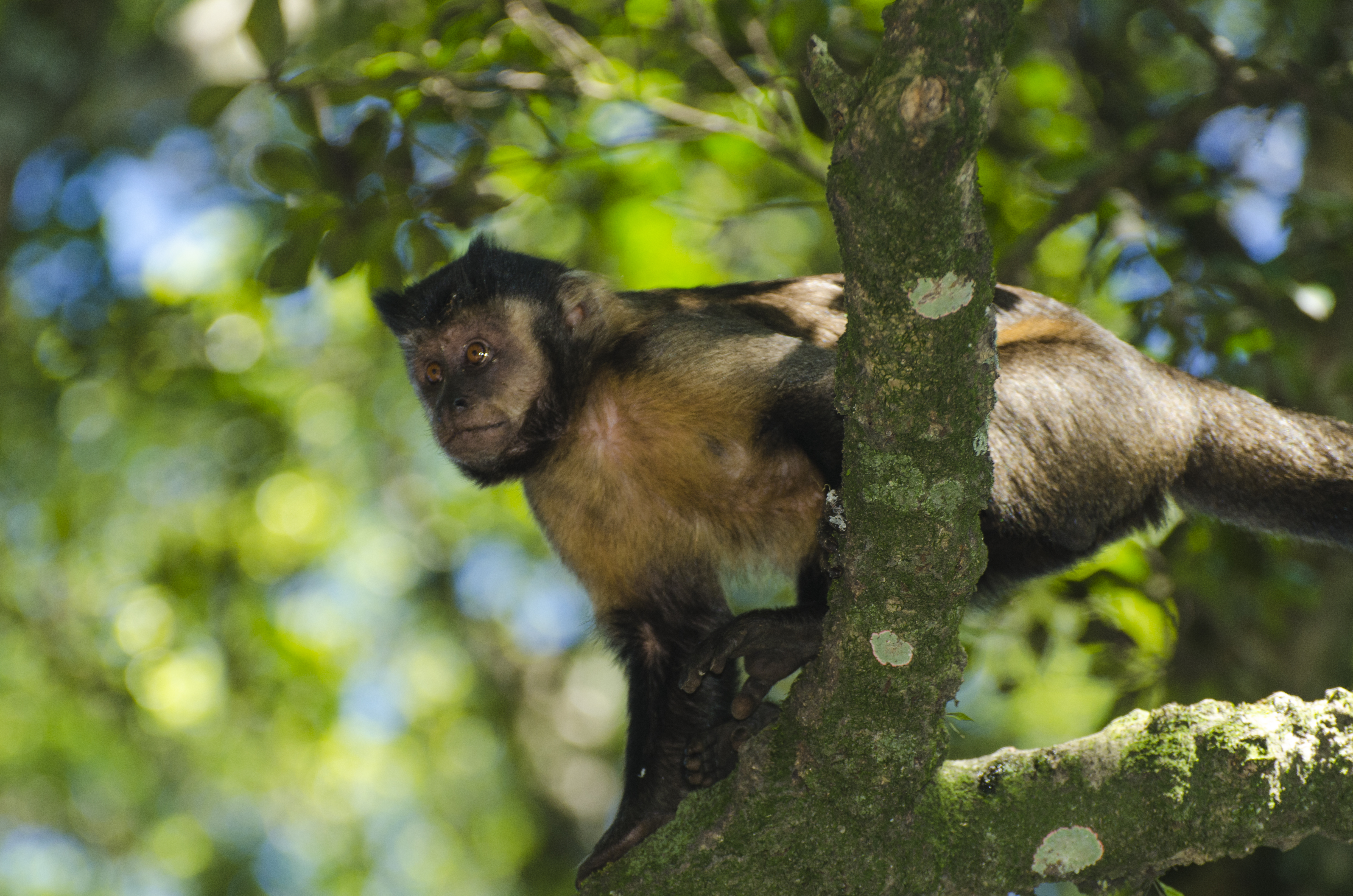
Macaco na Floresta da Tijuca.

Como consequência da alteração florística pela qual passou nos últimos 400 anos, e a falta de conexão com outras florestas, o parque não apresenta todos os animais que caracterizam sítios similares da encosta atlântica da Serra do Mar. A maior parte da fauna esconde-se do visitante ou tem hábitos noturnos. Ocorrem:
- Insetos, aranhas e outros artrópodes diversos
- Cobras: caninanas, corais, jararaca e jararacuçus
- lagartos: calangos, iguanas e teiús
- Aves: saíras, rendeiras, tangarás, arapongas, beija-flores, tucanos toco, tucanos-de-bico-preto, juritis, gaviões, urubus, urus, jacupembas, pombos, gralha azuls, inhambus-chintã e alguns psitacídeos.
- Mamíferos: saguis, macacos-prego, cachorros-do-mato, quatis, guaxinins, gatos-do-mato, pacas, ouriços-cuandus, caxinguelês, tapitis, tatus, tamanduás-mirim e gambás

## Turismo

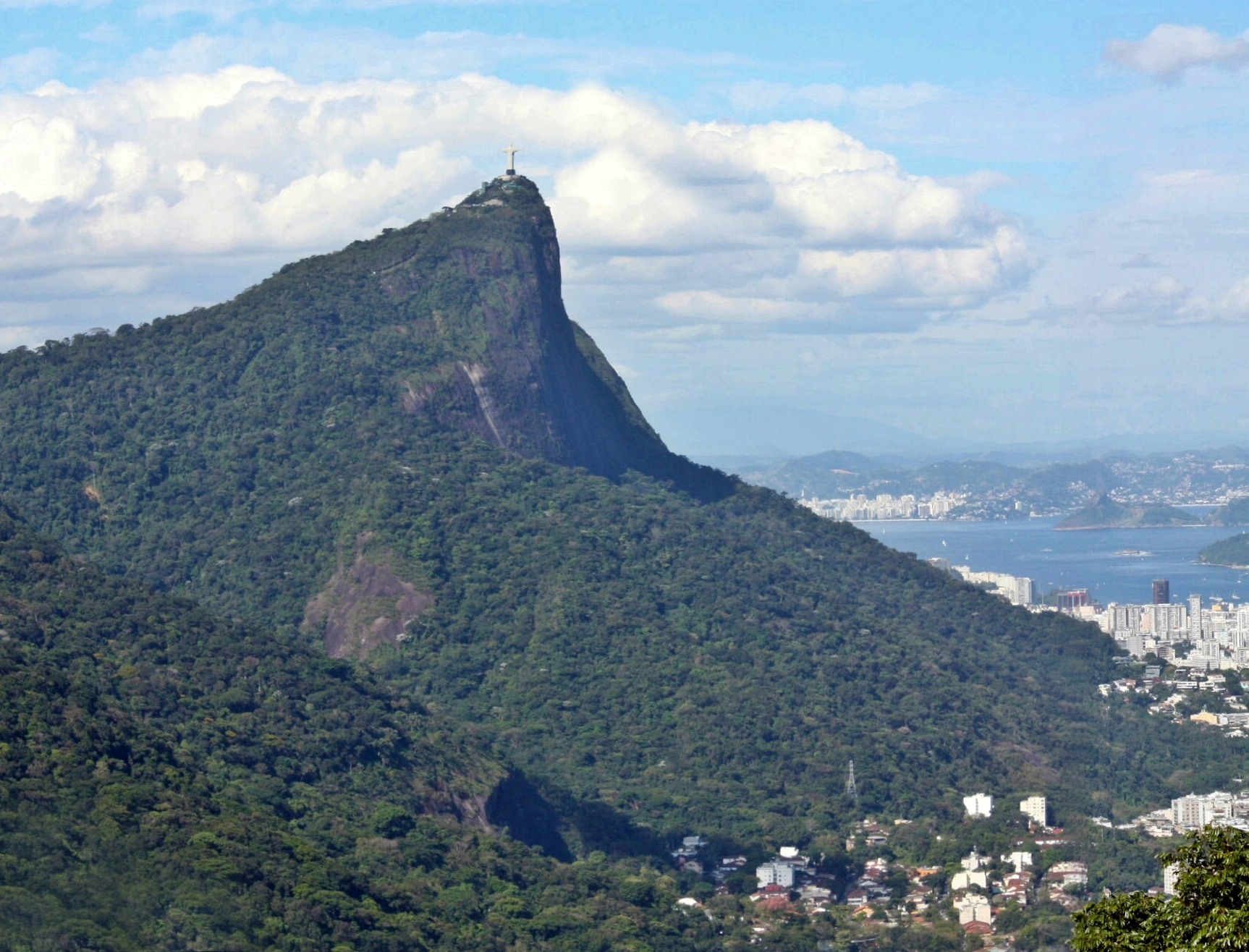
Corcovado a partir da Vista Chinesa.

O parque funciona diariamente das 8h às 17h, e até às 18h no verão. Suas muitas estradas permitem visitá-lo a pé, de bicicleta, motocicleta, auto e ônibus. Para conhecer a Estátua do Cristo Redentor e o espetacular Mirante do Corcovado, é oferecida também a opção do trem, com percurso pela Estrada de Ferro Corcovado, que se inicia na Estação localizada na Rua Cosme Velho. Diversas empresas de turismo fazem circuitos no parque em veículos especiais. Também de helicóptero, o Parque Nacional da Tijuca pode ser observado, sendo possível contratar um voo panorâmico.
Por ser compartimentado, o Parque Nacional da Tijuca pode ser visitado por diferentes caminhos. Os interessados em conhecer o Setor Floresta da Tijuca, devem utilizar o acesso principal, localizado na Praça Afonso Viseu, Alto da Boa Vista. Este pode ser realizado subindo-se a Estrada do Alto tanto em direção à Barra da Tijuca quanto em direção à Tijuca. Aos que desejam visitar o Setor Serra da carioca, sugerem-se os acessos pelos bairros Cosme Velho ou Alto da Boa Vista, ambas em direção às Paineiras e Corcovado. Uma terceira opção é subir pela Rua Pacheco Leão em direção à Vista Chinesa e Mesa do Imperador. O Setor Pedra Bonita/Pedra da Gávea tem acesso pela Barra da Tijuca e São Conrado, sendo indicado principalmente aos praticantes de voo livre e montanhismo em geral.

### Recreação

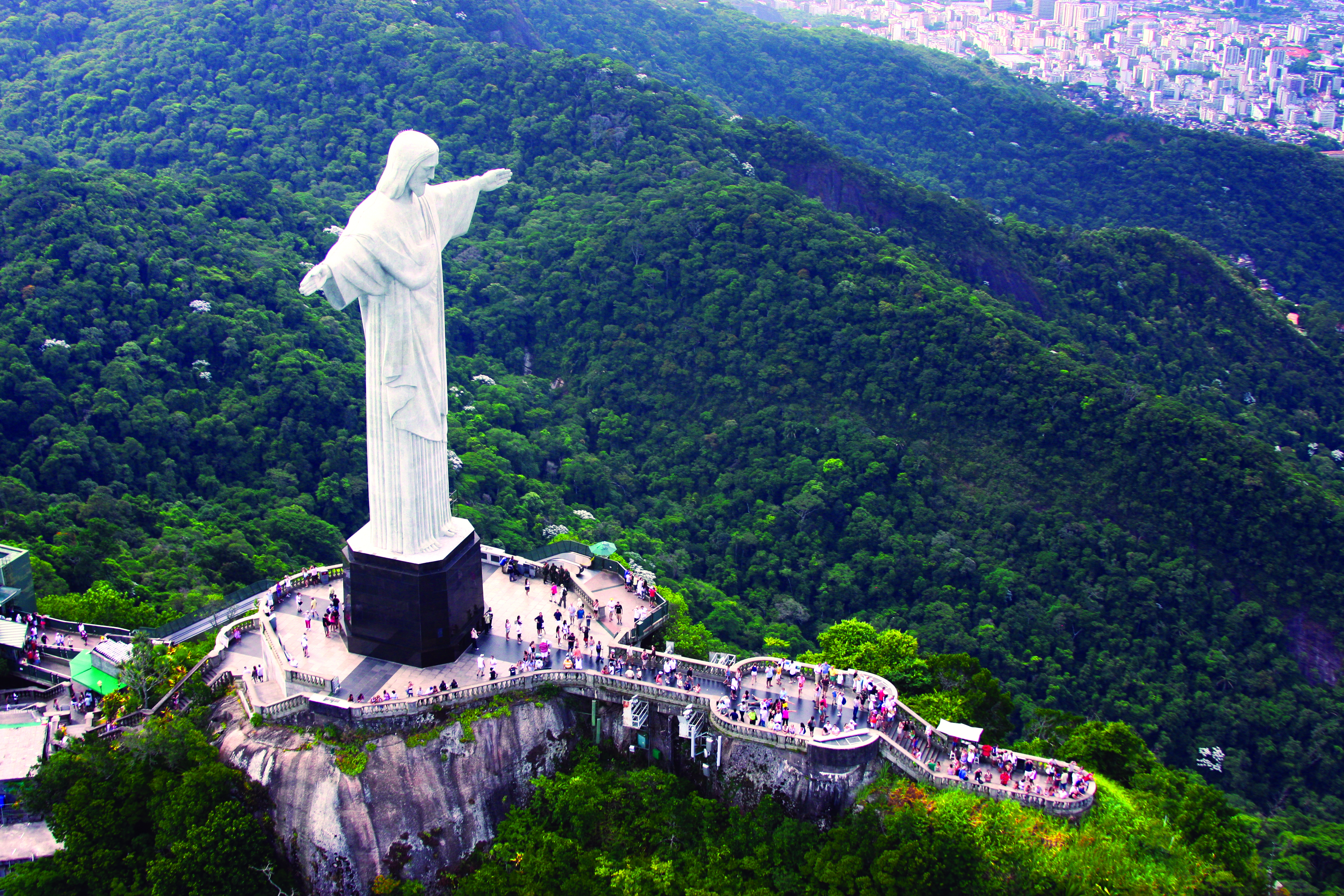
Cristo Redentor com a Floresta da Tijuca ao fundo.

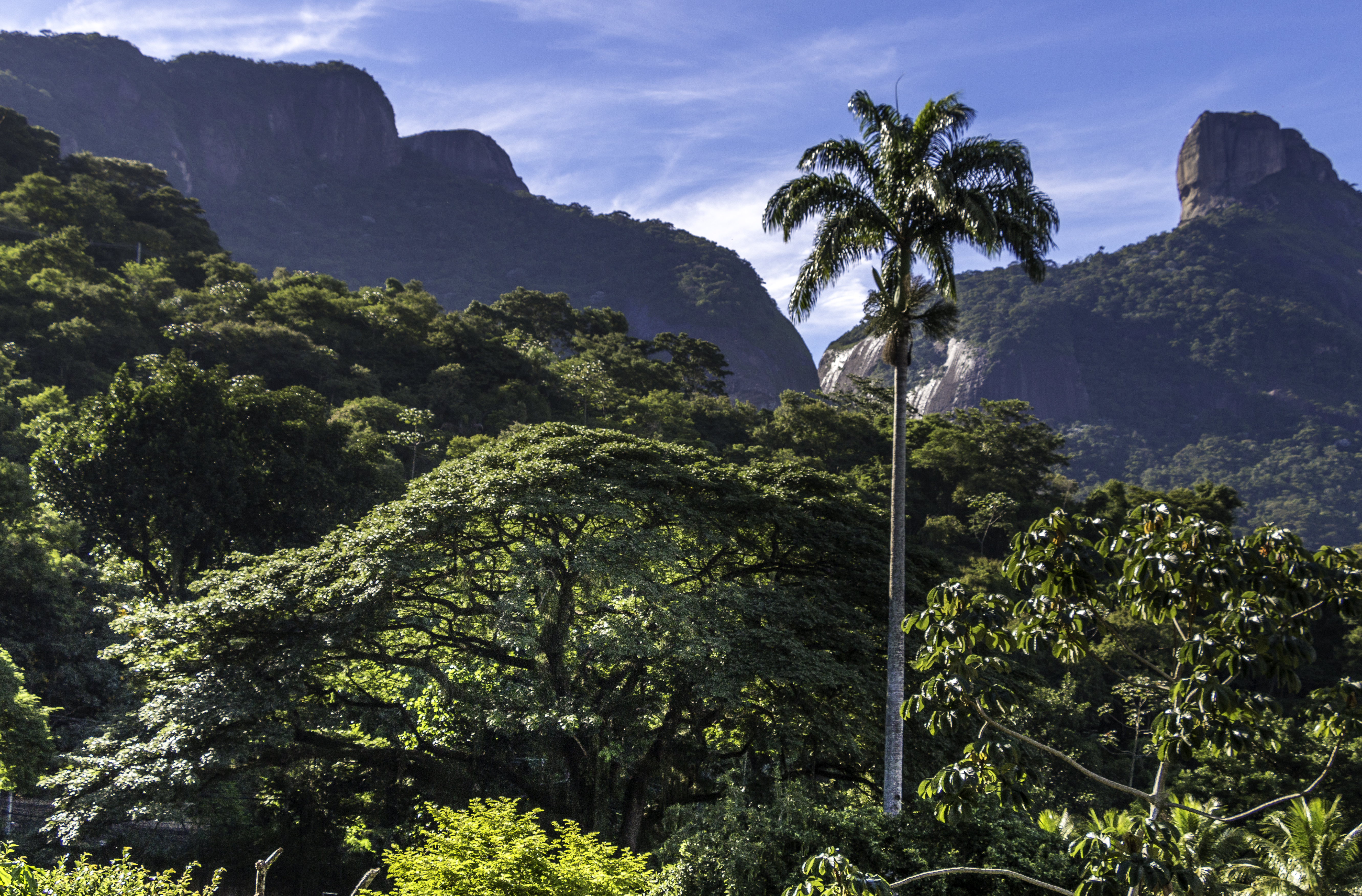
Floresta da Tijuca e Pedra da Gávea.

A Floresta da Tijuca é uma importante área de lazer com trilhas e espaços privilegiados para prática de esportes, ciclismo, corrida e montanhismo. Dispõe de praças com brinquedos para crianças, espaços reservados para churrascos, confraternizações familiares e comunitárias e restaurantes. De acordo com o Instituto Chico Mendes de Conservação da Biodiversidade, é a Área de Conservação federal mais visitada do país, recebendo uma média de 2 milhões de visitantes ao ano.
É um local adequado à educação ambiental de crianças e adultos, possibilitando a integração harmoniosa entre o homem e a natureza. A administração do Parque oferece passeios com guia aos sábados e domingos e, mediante agendamento, para escolas e grupos durante a semana. Diferentes empresas especializadas em turismo de aventura e ambiental também realizam passeios pela floresta. Na área cultural, abriga o Museu do Açude.
Suas inúmeras trilhas são mais ou menos demarcadas e sinalizadas. Algumas permitem passeios sem guia; em outras, este é recomendável. Entretanto, não existem restrições, pois o policiamento atua apenas em caráter informativo.
As trilhas são classificadas por diversos níveis de dificuldade, e permitem o contato com a natureza tanto para crianças e idosos, quanto para aventureiros. O Centro de Visitantes da Floresta comercializa mapas e guias a preço de custo. A obediência às regras do parque é imprescindível para a conservação das matas. Turistas podem informar-se a respeito no Centro de Visitantes.
Em 2002 a Floresta da Tijuca, mais precisamente a Trilha Externa major Archer, planejada para ser totalmente percorrida em quatro dias, foi completada em 8h07min pelos dois corredores de trilha Carlos Sposito e Giovanni Mello. Até o momento, este feito não foi repetido.

## Principais atrações

### Morros com vistas privilegiadas

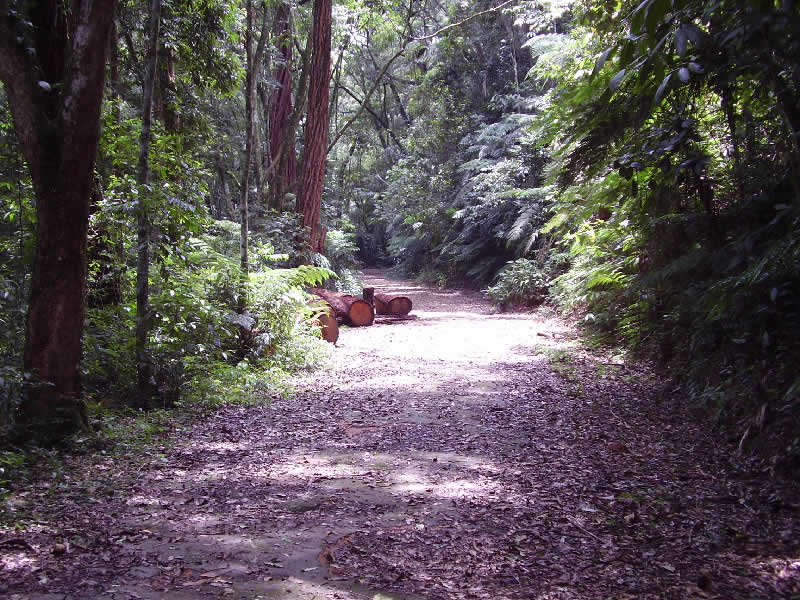
Estrada do Excelsior, na Floresta da Tijuca.

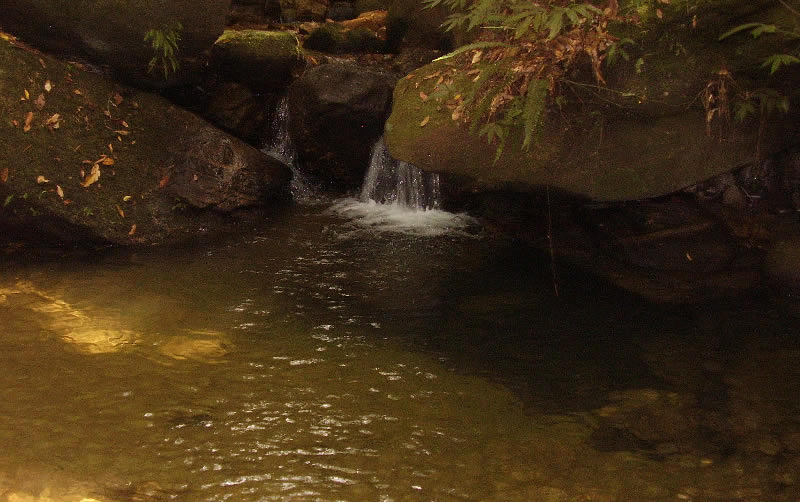
A Floresta da Tijuca é cortada por diversos riachos e córregos. A Companhia Estadual de Águas e Esgotos do Rio de Janeiro (CEDAE) coleta esta água para consumo humano

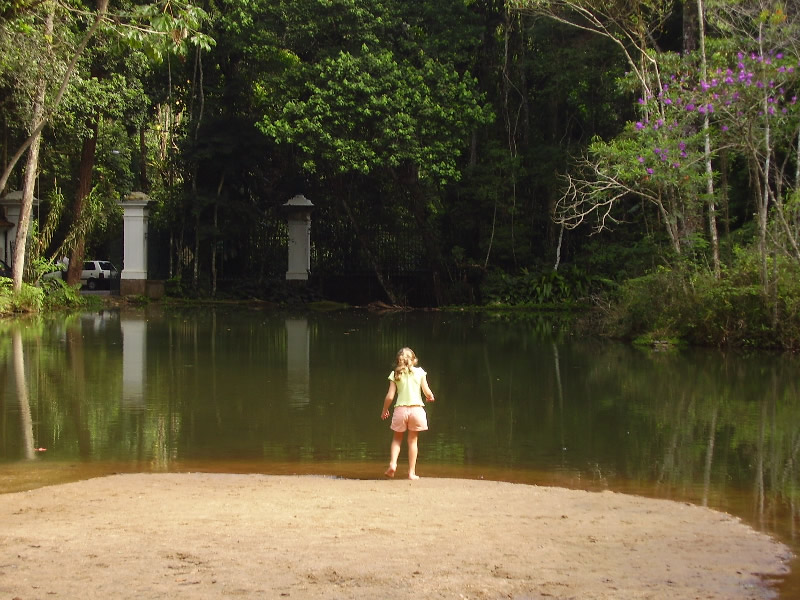
Açude da Solidão, na Floresta da Tijuca

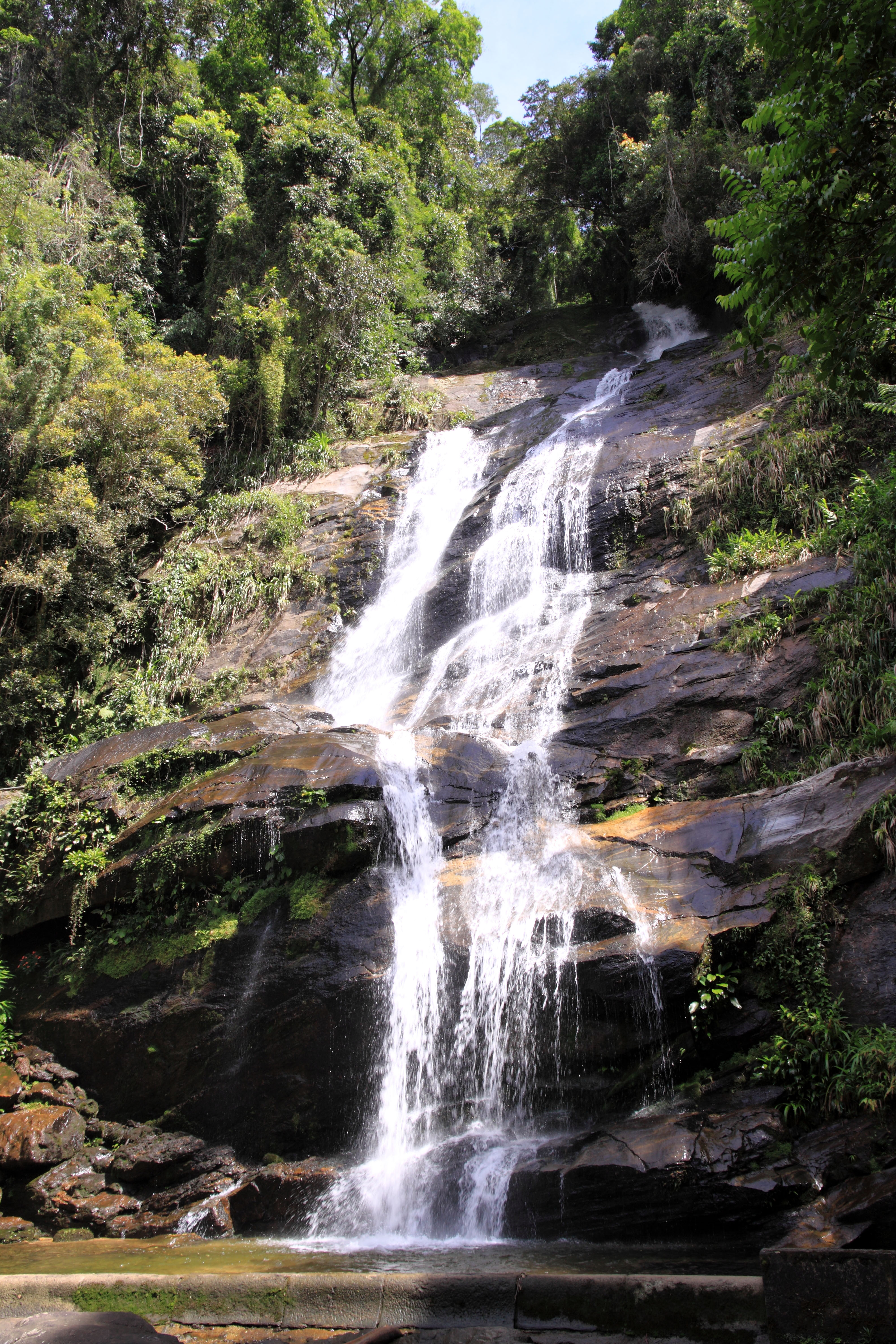
Cachoeira da Floresta da Tijuca

- Pico da Tijuca (a 1 022 metros acima do nível do mar)[28]
- Pico da Tijuca-Mirim (contraforte do Pico da Tijuca)
- Bico do Papagaio (a 975 metros acima do nível do mar)
- Morro dos Castelos da Taquara
- Pedra do Conde (a 728 metros acima do nível do mar)
- Morro da Cocanha
- Morro do Corcovado (744 metros acima do nível do mar)
- Morro do Anhanguera
- Caminho do Inferno

### Grutas
- Gruta Paulo e Virgínia (a 561 metros acima do nível do mar)
- Gruta Bernardo de Oliveira
- Furna Luís Fernandes
- Furna do Belmiro
- Gruta dos Morcegos

### Pontos de interesse
- Cascatinha Taunay, no rio Cachoeira
- Capela Mayrink, com um tríptico de Cândido Portinari.
- Lago das Fadas
- Cachoeira das Almas
- Bom Retiro
- Mirante do Excelsior (a 611 metros acima do nível do mar)
- a Fazenda e o Bosque dos Eucaliptos
- a Cascata Gabriela
- o Jardim dos Manacás com a Fonte Wallace
- o Açude da Solidão
- o Centro de Visitantes - com a exposição permanente Uma Floresta na Metrópole, em parte interativa, com dioramas, maquete no tamanho de três por dois metros com diferentes pontos de interesse, com luzes informativas, painéis interativos, vídeos, dados sobre a história, dados geológicos, hidrológicos, fauna, flora, reflorestamento, arqueologia, ciclos madeireiros, chá, cana-de-açúcar, café, com maquete de uma antiga fazenda produtora de café-Mocke e outras maquetes exemplificando a derrubada da mata, a caça ilegal e o tráfico de animais.

### Trilhas
Existem dezenas de trilhas, como:
- Caminho das Almas
- Caminho da Cachoeira
- Trilha da Caveira
- Trilha da Cova da Onça
- Estrada do Excelsor
- Trilha do Anhanguera
- Trilha do Tijuca
- Trilha do Papagaio

Há uma grande diversidade de trilhas, com diferentes trajetos, níveis de dificuldade e duração. Algumas trilhas são circulares, de modo que o caminhante irá terminar a trilha em um ponto diferente do seu início. Em outros casos, os pontos de início e fim da caminhada são os mesmos. De acordo com a disposição do visitante, podem ser realizados circuitos, percorrendo-se grandes extensões no interior do Parque.